# Пейзаж с домом и пахарем
«Пейзаж с домом и пахарем» — картина Винсента Ван Гога из собрания Государственного Эрмитажа.
На картине с высоты птичьего полёта изображены поля, находящиеся в долине между холмов, дом с деревьями вокруг него, на дальнем поле крестьянин на белой лошади распахивает один из участков. Возле левого края картины изображена женщина возле колодца.
Картина написана в августе—октябре 1889 года, в этот момент Ван Гог находился в приюте для душевнобольных в Сен-Реми и отходил от своего первого в Сен-Реми серьёзного приступа. В конце августа он писал своему брату Тео: 

Вчера опять помаленьку принялся за работу. Пишу то что вижу из своего окна, — распашку жёлтого жнивья, контраст фиолетовой земли с кучками жёлтой соломы, на заднем плане холмы.
В этом же письме был помещён рисунок пахаря. А. Г. Костеневич считает временем исполнения картины октябрь 1889 года, поскольку именно с октября Ван Гог стал работать за пределами госпиталя.
Главный научный сотрудник Отдела западноевропейского изобразительного искусства Государственного Эрмитажа, доктор искусствоведения А. Г. Костеневич описывая картину отмечал:

Пейзаж, как это было в высшей степени свойственно искусству Ван Гога, реален и символичен одновременно. Все его элементы — встающее солнце, уединённая хижина вдали, земля, которую с помощью плуга готовят под будущий урожай, — выражают страстную надежду художника на изменение к лучшему.

После смерти Винсента Ван Гога картина некоторое время находилась в собственности его лечащего врача Поля Гаше, в начале XX века она оказалась в одной из галерей Амстердама, где её приобрел немецкий галерист Пауль Кассирер, у которого её в 1928 году выкупил известный немецкий коллекционер Отто Кребс из Хольцдорфа. Во время Второй мировой войны картина была захвачена советскими войсками и отправлена в СССР в счёт репараций; долгое время хранилась в запасниках Государственного Эрмитажа и была показана публике лишь в 1995 году на Эрмитажной выставке трофейного искусства; с 2001 года числится в постоянной экспозиции Эрмитажа и с конца 2014 года выставляется в Галерее памяти Сергея Щукина и братьев Морозовых в здании Главного Штаба (зал 413).

## Другие работы осени 1889 года на этот сюжет
Всего в конце 1889 года Ван Гог создал несколько совершенно разных картин с этим сюжетом. Наиболее близка к эрмитажной картине работа «Пейзаж в окрестностях Сан-Реми», имеющая точно такие же размеры как и «Пейзаж с домом и пахарем»; местонахождение этой картины не установлено и известна она лишь по чёрно-белой фотографии. 

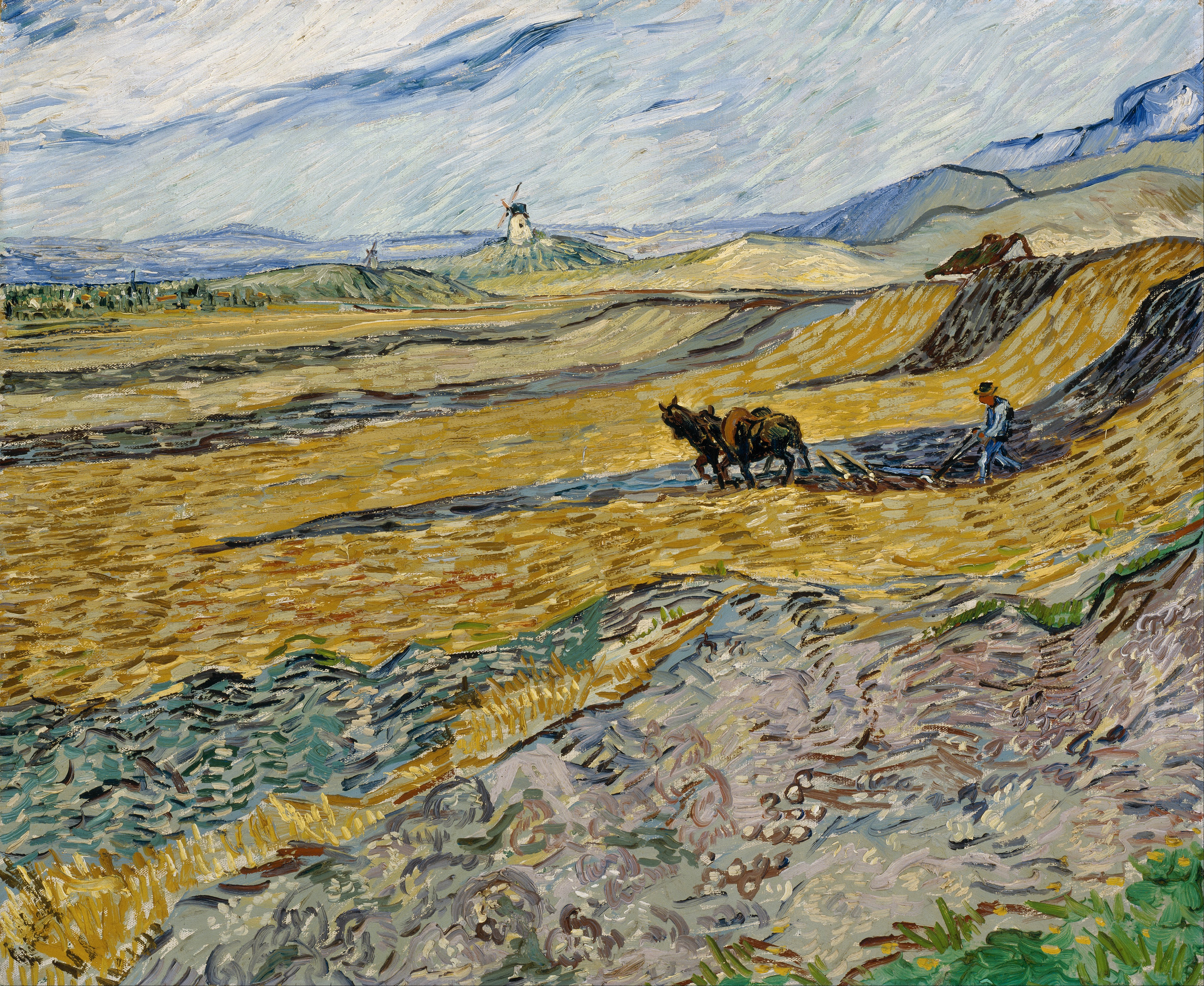
Огороженное поле с пахарем. Музей изящных искусств (Бостон)
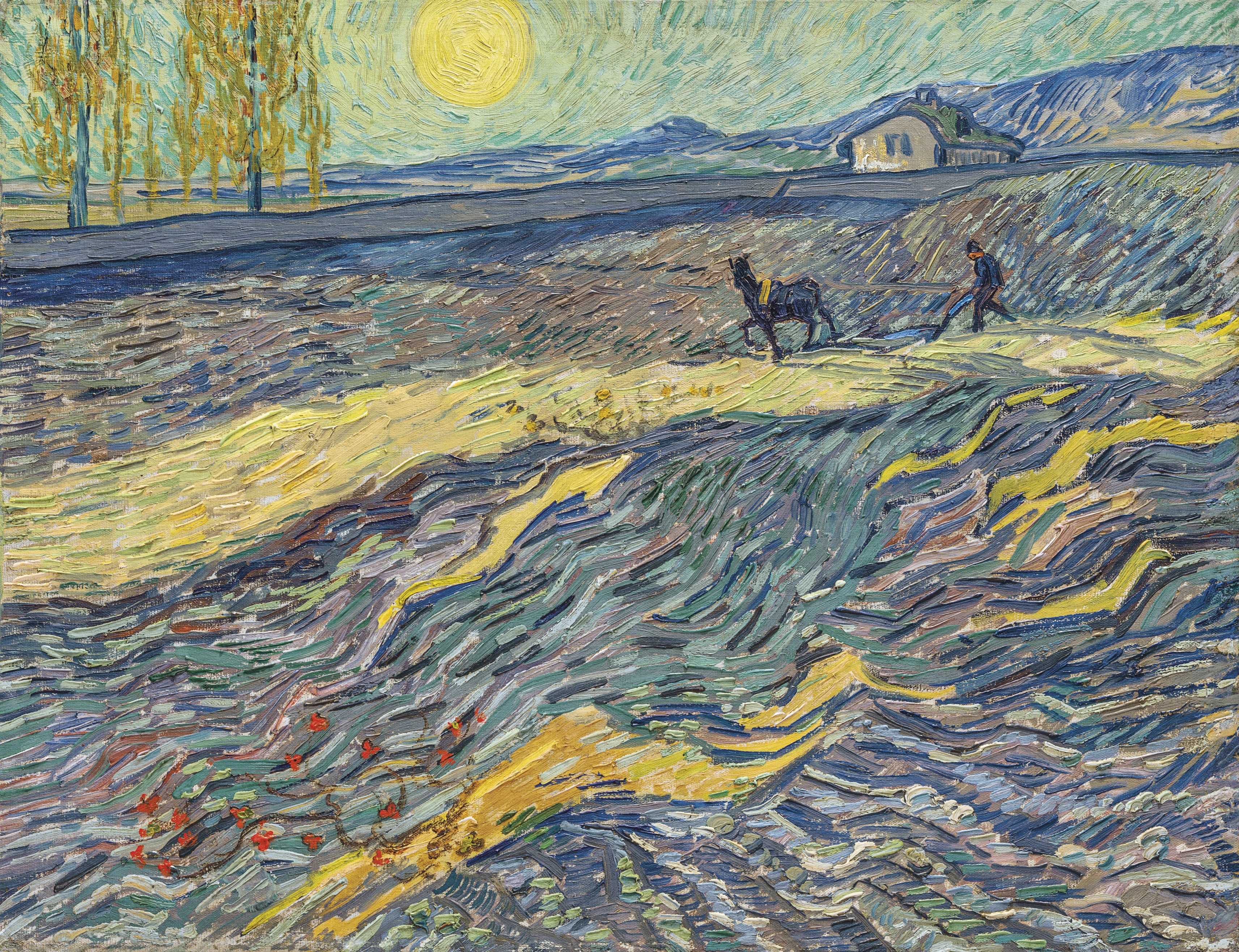
Огороженное поле с пахарем. Частная коллекция.
Огороженное поле с крестьянином. Художественный музей Индианаполиса.